# Xaintrailles
Xaintrailles (okzitanisch: Sentralha) ist eine französische Gemeinde mit 378 Einwohnern (Stand 1. Januar 2022) im Département Lot-et-Garonne in der Region Nouvelle-Aquitaine. Sie gehört zum Arrondissement Nérac und zum Kommunalverband Albret Communauté.

## Geografie
Die Gemeinde Xaintrailles liegt 30 Kilometer westlich der Stadt Agen und etwa 80 Kilometer südöstlich von Bordeaux im Weinbaugebiet Buzet. Im 10,26 km² umfassenden Gemeindegebiet entspringen mehrere Bäche (Ruisseau Coutan, Ruisseau de Romanin), die alle in Richtung Osten zum Garonne-Nebenfluss Baïse entwässern. Im Nordwesten des Gemeindegebietes erreicht die hügelige Landschaft mit 196 m (Kirche und Friedhof des Kernortes) den höchsten Punkt. Außerhalb der Siedlungen wird der Boden landwirtschaftlich intensiv genutzt. Die Landschaft ist durch einen Mix aus Äckern, Weiden, Buschland und Rebstöcken geprägt, während im Norden Wald vorherrscht (Richet le Gavachon, Le Tuco de Petit). Zu Xaintrailles gehören die Ortsteile Cantinolle, Lasmazères, Doumerc, Coulin und Jean de Goux. Nachbargemeinden von Xaintrailles sind Ambrus im Norden, Buzet-sur-Baïse im Nordosten, Montgaillard-en-Albret im Osten, Lavardac im Südosten, Barbaste im Süden sowie Pompiey im Westen.

## Geschichte
Urkundlich belegt ist der Ort seit dem frühen Mittelalter, als Xaintrailles und Umgebung Teil eines vom englischen König Edward II. eroberten Gebietes war. Überregional bekannt wurde der Ort durch Jean Poton de Xaintrailles, einem niederen Adligen und einem der Hauptleute von Jeanne d’Arc im Hundertjährigen Krieg. Er wurde 1453 Marschall von Frankreich und Militärgouverneur von Aquitanien und erweiterte das markante Schloss am Westende des Ortes (Château de Xaintrailles), dessen Existenz seit 1259 belegt ist. Nach dem Tod von Jean Poton de Xaintrailles 1461 bauten die nachfolgenden Schlossherren (Bernard Lamothe, die Gouverneure von Casteljaloux, Blaise de Monluc ab 1570 und Armand François Maximilien de Lau de Lusignan 1724) das Château weiter aus.
Der Name Xaintrailles ist ein typisches Beispiel für phonetische Veränderungen aufgrund unterschiedlicher akustischer Wahrnehmungen im Lauf der Jahrhunderte. Der ursprünglich gallorömische Name – Sainte-Eulalie (nach der Heiligen Eulalia als Schutzpatronin) – verformte sich über Sainteulaille, Sintalaille, Sentaraille und Saintraille schließlich seit 1793 zum heutigen Xaintrailles.

### Bevölkerungsentwicklung
| Jahr      | 1962 | 1968 | 1975 | 1982 | 1990 | 1999 | 2006 | 2015 | 2022 |
| Einwohner | 379  | 408  | 342  | 349  | 410  | 396  | 380  | 416  | 378  |

Im Jahr 1836 wurde mit 934 Bewohnern die bisher höchste Einwohnerzahl ermittelt. Die Zahlen basieren auf den Daten von cassini.ehess und INSEE.

## Sehenswürdigkeiten
- Schloss Xaintrailles (Château de Xaintrailles), Monument historique[4]
- Kirche St. Johannes der Täufer (Église Saint-Jean-Baptiste)

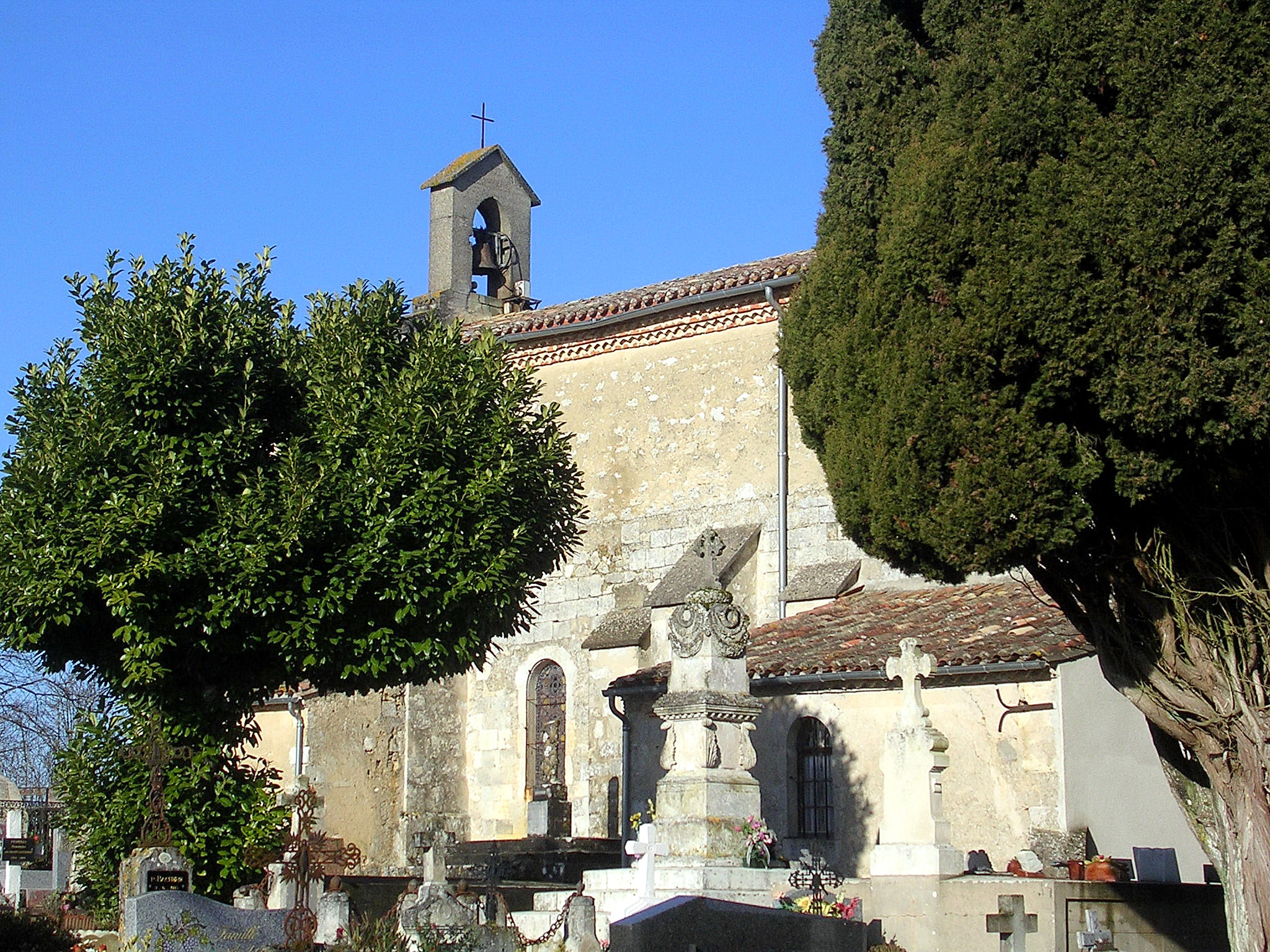
Kirche Saint-Jean-Baptiste

## Wirtschaft und Infrastruktur
In der Gemeinde sind zehn Landwirtschaftsbetriebe (Getreideanbau, Zucht von Geflügel, Schafen und Ziegen) und 13 Winzer ansässig.
Durch Xaintrailles führt die Fernstraße D 141 von Houeillès nach Vianne. In Damazan, 13 Kilometer nördlich von Xaintrailles, besteht ein Anschluss an die Autoroute A 62. Der 16 Kilometer entfernte Bahnhof in Port-Sainte-Marie liegt an der Bahnstrecke Bordeaux–Sète.

## Belege
1. ↑  Origine du nom und Un peu d’histoire auf www.xaintrailles.fr (französisch)
2. ↑  Xaintrailles auf cassini.ehess
3. ↑  Xaintrailles auf INSEE
4. ↑  Eintrag in der Base Mérimée des Kulturministeriums. Abgerufen am 6. April 2014 (französisch).
5. ↑  Landwirtschaftsbetriebe inkl. Winzer auf annuaire-mairie.fr (französisch)